# Haifa (district)
Het district Haifa (Hebreeuws:(מחוז חיפה Mehoz Ḥefa) is een van de zes districten waarin Israël is verdeeld. De hoofdstad is Haifa. Het district heeft 996.300 inwoners. De hoofdstad is Haifa met 270.000 inwoners. Andere grotere steden zijn Hadera en Umm al-Fahm.
Van de bevolking is 71,27% Joden, 18,81% Arabische moslims, 1,78% Arabische christenen, 2,52% Druzen en 4,9% is niet ingedeeld naar religie. Het district heeft een jaarlijkse groei van 0,9%.

## Steden
- Baqa al-Gharbiyye באקה אל-גרביה
- Hadera חדרה
- Haifa חיפה
- Nescher נשר
- Or Akiwa אור עקיבא
- Kirjat Ata קריית אתא
- Kirjat Bialik קריית ביאליק
- Kirjat Motzkin קריית מוצקין
- Kirjat Jam קריית ים
- Tirat Karmel טירת הכרמל
- Umm al-Fahm אום אל-פאחם

## Gemeenten
- Ar'ara
- Basma
- Binyamina-Giv'at Ada
- Daliyat al-Karmel
- Fureidis
- Harish
- Isfiya
- Jatt
- Jisr az-Zarqa
- Kafr Qara
- Kirjat Tivon
- Ma'ale Iron
- Pardes Hanna-Karkur
- Rekhasim
- Zichron Jaäkov

## Regionale raden
- Regionale raad van Alona
- Regionale raad van Hof HaCarmel
- Regionale raad van Menashe
- Regionale raad van Zewoeloen

Noord · Haifa · Centrum · Tel Aviv · Jeruzalem · Zuid · 
Judea en Samaria (informeel)